# Lista över Rwandas presidenter
Detta är en lista över Rwandas presidenter:
| Namn                                  | Ämbetsperiod                  |
| ------------------------------------- | ----------------------------- |
| Dominique Mbonyumutwa                 | 28 januari – 26 oktober 1961  |
| Grégoire Kayibanda                    | 26 oktober 1961 – 5 juli 1973 |
| Juvénal Habyarimana                   | 5 juli 1973 – 6 april 1994    |
| Théodore Sindikubwabo (tillförordnad) | 9 april – 19 juli 1994        |
| Pasteur Bizimungu                     | 19 juli 1994 – 23 mars 2000   |
| Paul Kagame                           | 24 mars 2000 –                |